# アセンション (アニメ制作会社)
株式会社アセンション（英: ascension Inc.）は、日本のアニメ制作会社。

## 概要
シンエイ動画で長年プロデューサーを務めていた茂木仁史が2008年に独立。同時期にフリーとなり、長年コンビで作品を送り出した原恵一の監督作品である『カラフル』の実制作を皮切りにシンエイ動画作品のグロス請けとして活動を開始。『エリアの騎士』では第1話から、数多くの回の制作を担当した。シリーズ作品では『LINE TOWN』が初の制作元請けとなる。
社名は、ジャズ・サックス奏者ジョン・コルトレーンが1965年に発表したアルバム「Ascension」に由来する。
法人ペンネームとして阿泉 紫苑を使用している。
2014年11月25日に本社を東京都練馬区上石神井4丁目4番21号 ゴービルディング 3Fから同区関町東1丁目21番6号 センチュリーホーム武蔵関へ移転した。

## 制作作品

### テレビアニメ
| 開始年 | 放送期間        | タイトル                         | 監督         | 備考                                                   |
| ------ | --------------- | -------------------------------- | ------------ | ------------------------------------------------------ |
| 2013年 | 4月 - 2014年3月 | LINE TOWN                        | しぎのあきら |                                                        |
| 2014年 | 4月 - 2015年3月 | デュエル・マスターズ VS          | 佐々木忍     | 共同制作：小学館ミュージック&デジタル エンタテイメント |
| 2015年 | 4月 - 2016年3月 | デュエル・マスターズ VSR         | 佐々木忍     | 共同制作：小学館ミュージック&デジタル エンタテイメント |
| 2016年 | 4月 - 2017年3月 | デュエル・マスターズ VSRF        | 佐々木忍     | 共同制作：小学館ミュージック&デジタル エンタテイメント |
| 2017年 | 4月 - 2018年3月 | デュエル・マスターズ（2017年版） | 佐々木忍     | 共同制作：小学館ミュージック&デジタル エンタテイメント |
| 2017年 | 4月 - 7月       | 恐竜少女ガウ子                   | しぎのあきら | アニメちゃんに会える国内で放送                         |
| 2018年 | 4月 - 2019年3月 | デュエル・マスターズ!            | 佐々木忍     | 共同制作：小学館ミュージック&デジタル エンタテイメント |
| 2019年 | 1月 - 3月       | 臨死!!江古田ちゃん               | しぎのあきら | 第3話のみ                                              |
| 2021年 | 10月 - 12月     | ぐんまちゃん                     | 本郷みつる   | シーズン1                                              |
| 2023年 | 4月 - 7月       | ぐんまちゃん                     | 本郷みつる   | シーズン2                                              |

### 劇場アニメ
| 公開年 | タイトル   | 監督       | 備考                                                          |
| ------ | ---------- | ---------- | ------------------------------------------------------------- |
| 2010年 | カラフル   | 原恵一     | アニメーション制作、制作：サンライズ                          |
| 2011年 | キズナ一撃 | 本郷みつる | 2010年度若手アニメーター育成プロジェクト「PROJECT A」参加作品 |

### OVA
- 12歳。（2014年、監督：大宙征基、共同制作：SynergySP）

### Webアニメ
- ゾゾゾ ゾンビーくん（2017年[7]、監督:山岡実）

### 制作協力
| 年     | タイトル                                                  | 制作元請                   | 備考                          |
| ------ | --------------------------------------------------------- | -------------------------- | ----------------------------- |
| 2009年 | ご姉弟物語                                                | シンエイ動画               | 2009年 - 2010年、制作協力     |
| 2010年 | スティッチ! 〜ずっと最高のトモダチ〜                      | シンエイ動画               | 2010年 - 2011年、各話制作協力 |
| 2012年 | ONE PIECE エピソードオブルフィ 〜ハンドアイランドの冒険〜 | 東映アニメーション         | アニメーション制作協力        |
| 2012年 | エリアの騎士                                              | シンエイ動画               | 制作協力                      |
| 2014年 | 怪盗ジョーカー                                            | シンエイ動画               | 2014年 - 2016年、各話制作協力 |
| 2016年 | 甘々と稲妻                                                | トムス・エンタテインメント | 各話制作協力                  |
| 2017年 | 笑ゥせぇるすまんNEW                                       | シンエイ動画               | 第11話制作協力                |
| 2019年 | ぬるぺた                                                  | シンエイ動画               | 制作協力                      |
| 2021年 | 極主夫道                                                  | J.C.STAFF                  | 制作協力                      |
| 2026年 | 穏やか貴族の休暇のすすめ。                                | SynergySP                  | アニメーション制作協力        |

## 関連人物
- 牛草健
- 薮本陽輔